# Reichstagswahlkreis Königreich Württemberg 15

Die Wahlkreisaufteilung des Deutschen Reichs.

Der Reichstagswahlkreis Königreich Württemberg 15 (in der reichsweiten Durchnummerierung auch Reichstagswahlkreis 322; auch Reichstagswahlkreis Ehingen–Laupheim genannt) war der fünfzehnte Reichstagswahlkreis für das Königreich Württemberg für die Reichstagswahlen im Deutschen Reich und zum Zollparlament von 1868 bis 1918.

## Wahlkreiszuschnitt 1868
Bei der Zollparlamentswahl 1868 umfasste der Wahlkreis Königreich Württemberg 15 die Oberämter Reutlingen, Tübingen und Rottenburg. Dieser Landesteil entsprach ab 1871 dem Reichstagswahlkreis Königreich Württemberg 6. Der Wahlkreis für die Oberämter Blaubeuren, Kirchheim und Urach trug hingegen 1868 die Nummer Königreich Württemberg 4. Um die räumliche Kontinuität besser abzubilden, zeigt dieser Artikel für die Wahl 1868 daher die Ergebnisse des Wahlkreises Königreich Württemberg 4.

## Wahlkreiszuschnitt ab 1871
Der Wahlkreis umfasste die Oberämter Blaubeuren, Ehingen, Laupheim und Münsingen.
Er war eine Parteihochburg der Württembergischen Zentrumspartei.
| Jahr | Einwohner |
| ---- | --------- |
| 1890 | 97.168    |
| 1895 | 96.696    |
| 1900 | 98.377    |
| 1905 | 100.695   |
| 1910 | 103.066   |

|      | Landwirtschaft | Industrie und Gewerbe | Handel und Dienstleistungen |
| ---- | -------------- | --------------------- | --------------------------- |
| 1895 | 66,7           | 24,6                  | 8,9                         |
| 1907 | 58,5           | 23,6                  | 18,0                        |

|      | Evangelisch | Katholisch |
| ---- | ----------- | ---------- |
| 1890 | 36,0        | 63,2       |
| 1905 | 35,7        | 63,7       |
| 1910 | 35,4        | 64,0       |

Un Württemberg trat die NLP als Deutsche Partei auf. Die amtliche Statistik führte die Abgeordneten zur Vergleichbarkeit mit den Wahlergebnissen in anderen Teilen Deutschlands als NLP, auch waren die württembergischen Reichstagsabgeordneten Mitglieder der Reichstagsfraktion der NLP. Die Darstellung in diesem Artikel folgt dem.

## Abgeordnete
| Wahl                             | Abgeordneter        | Partei                   | Bild |
| -------------------------------- | ------------------- | ------------------------ | ---- |
| Zollparlamentswahl 1868 bis 1871 | Karl von Varnbüler  | fraktionslos-großdeutsch |      |
| Reichstagswahl 1871 bis 1879     | Karl von Schmid     | NLP, später DRP          |      |
| Ersatzwahl 1879 bis 1881         | Franz Joseph Müller | DRP                      | 0    |
| Reichstagswahl 1881 bis 1887     | Joseph Utz          | Zentrum                  | 0    |
| Reichstagswahl 1887 bis 1918     | Adolf Gröber        | Zentrum                  |      |

## Wahlen

### 1868
Es fand ein Wahlgang statt. Die Zahl der abgegebenen gültigen Stimmen betrug 13.281.
| Kandidat           | Partei                  | Stimmen | in % | Anmerkungen |
| ------------------ | ----------------------- | ------- | ---- | ----------- |
| Karl von Varnbüler | raktionslos-großdeutsch | 10.362  | 0    | 0           |

### 1871
Es fand ein Wahlgang statt. 19.412 Männer waren wahlberechtigt. Die Zahl der abgegebenen gültigen Stimmen betrug 13.930, 26 Stimmen waren ungültig. Die Wahlbeteiligung betrug 71,9 %
| Kandidat          | Partei   | Stimmen | in % | Anmerkungen |
| ----------------- | -------- | ------- | ---- | ----------- |
| Karl von Schmid   | NLP      | 8684    | 0    | 0           |
| Otto von Rechberg | Zentrum  | 5210    | 0    | 0           |
| 0                 | Sonstige | 36      | 0    | 0           |

### 1874
Es fand ein Wahlgang statt. 20.176 Männer waren wahlberechtigt. Die Zahl der abgegebenen gültigen Stimmen betrug 15.834, 23 Stimmen waren ungültig. Die Wahlbeteiligung betrug 78,6 %
| Kandidat               | Partei   | Stimmen | in % | Anmerkungen |
| ---------------------- | -------- | ------- | ---- | ----------- |
| Karl von Schmid        | NLP      | 9005    | 0    | 0           |
| Graf von Waldburg-Zeil | Zentrum  | 6814    | 0    | 0           |
| 0                      | Sonstige | 15      | 0    | 0           |

### 1877
Es fand ein Wahlgang statt. 20.379 Männer waren wahlberechtigt. Die Zahl der abgegebenen gültigen Stimmen betrug 17.495, 17 Stimmen waren ungültig. Die Wahlbeteiligung betrug 83,9 %
| Kandidat        | Partei   | Stimmen | in % | Anmerkungen |
| --------------- | -------- | ------- | ---- | ----------- |
| Karl von Schmid | NLP      | 9235    | 0    | 0           |
| 0               | Zentrum  | 8249    | 0    | 0           |
| 0               | Sonstige | 11      | 0    | 0           |

### 1878
Es fand ein Wahlgang statt. 20.778 Männer waren wahlberechtigt. Die Zahl der abgegebenen gültigen Stimmen betrug 16.856, 17 Stimmen waren ungültig. Die Wahlbeteiligung betrug 81,2 %
| Kandidat        | Partei   | Stimmen | in % | Anmerkungen |
| --------------- | -------- | ------- | ---- | ----------- |
| Karl von Schmid | NLP      | 9340    | 0    | 0           |
| Probst          | Zentrum  | 7509    | 0    | 0           |
| 0               | Sonstige | 7       | 0    | 0           |

### Ersatzwahl 1879
Am 8. September 1879 legte von Schmid sein Mandat nieder, da er zum Bundesratsbevollmächtigten ernannt worden war und es kam zu einer Ersatzwahl am 27. November 1879. Es fand ein Wahlgang statt. 20.406 Männer waren wahlberechtigt. Die Zahl der abgegebenen gültigen Stimmen betrug 13.698, 23 Stimmen waren ungültig. Die Wahlbeteiligung betrug 77,1 %
| Kandidat            | Partei   | Stimmen | in % | Anmerkungen |
| ------------------- | -------- | ------- | ---- | ----------- |
| Franz Joseph Müller | DRP      | 8106    | 0    | 0           |
| Landauer            | Zentrum  | 7385    | 0    | 0           |
| 0                   | Sonstige | 7       | 0    | 0           |

### 1881
Es fand ein Wahlgang statt. 20.471 Männer waren wahlberechtigt. Die Zahl der abgegebenen gültigen Stimmen betrug 16.882, 34 Stimmen waren ungültig. Die Wahlbeteiligung betrug 82,16 %
| Kandidat            | Partei   | Stimmen | in % | Anmerkungen |
| ------------------- | -------- | ------- | ---- | ----------- |
| Joseph Utz          | Zentrum  | 9292    | 0    | 0           |
| Franz Joseph Müller | DRP      | 7363    | 0    | 0           |
| 0                   | Sonstige | 27      | 0    | 0           |

### 1884
Es fand ein Wahlgang statt. 20.354 Männer waren wahlberechtigt. Die Zahl der abgegebenen gültigen Stimmen betrug 16.739, 19 Stimmen waren ungültig. Die Wahlbeteiligung betrug 82,3 %
| Kandidat   | Partei   | Stimmen | in % | Anmerkungen |
| ---------- | -------- | ------- | ---- | ----------- |
| 0          | K        | 7278    | 0    | 0           |
| Joseph Utz | Zentrum  | 9433    | 0    | 0           |
| 0          | Sonstige | 28      | 0    | 0           |

### 1887
Es fand ein Wahlgang statt. 20.653 Männer waren wahlberechtigt. Die Zahl der abgegebenen gültigen Stimmen betrug 18.990, 37 Stimmen waren ungültig. Die Wahlbeteiligung betrug 92,1 %
| Kandidat     | Partei   | Stimmen | in % | Anmerkungen |
| ------------ | -------- | ------- | ---- | ----------- |
| 0            | DRP      | 8841    | 0    | 0           |
| Adolf Gröber | Zentrum  | 10.165  | 0    | 0           |
| 0            | Sonstige | 14      | 0    | 0           |

### 1890
Die Kartellparteien NLP und Konservative einigten sich auf einen Kandidaten aus den Reihen der Reichspartei. Es fand ein Wahlgang statt. 20.536 Männer waren wahlberechtigt. Die Zahl der abgegebenen gültigen Stimmen betrug 13.652, 54 Stimmen waren ungültig. Die Wahlbeteiligung betrug 66,5 %
| Kandidat        | Partei   | Stimmen | in %   | Anmerkungen                 |
| --------------- | -------- | ------- | ------ | --------------------------- |
| Gottlieb Keller | DVP      | 567     | 4,2 %  | Stadtschultheiß, Blaubeuren |
| Karl von Schmid | DRP      | 2911    | 21,6 % | 0                           |
| 0               | DRP      | 83      | 0,6 %  | 0                           |
| Adolf Gröber    | Zentrum  | 9939    | 73,1 % | 0                           |
| 0               | Sonstige | 98      | 0,7 %  | 0                           |

### 1893
Es fand ein Wahlgang statt. 20.655 Männer waren wahlberechtigt. Die Zahl der abgegebenen gültigen Stimmen betrug 11.994, 121 Stimmen waren ungültig. Die Wahlbeteiligung betrug 58,1 %
| Kandidat          | Partei   | Stimmen | in %   | Anmerkungen                    |
| ----------------- | -------- | ------- | ------ | ------------------------------ |
| Conrad Haußmann   | DVP      | 699     | 5,9 %  | 0                              |
| Otto von Bismarck | K        | 1138    | 9,6 %  | 0                              |
| Josef Maier       | S        | 442     | 3,7 %  | Dr., Schriftsteller, Stuttgart |
| Adolf Gröber      | Zentrum  | 9416    | 79,3 % | 0                              |
| 0                 | Sonstige | 178     | 1,5 %  | 0                              |

### Ersatzwahl 1895
Nachdem Gröber zum Reichsgerichtsrat ernannt worden war, legte er sein Mandat nieder und es kam zu einer Ersatzwahl am 13. Dezember 1895. Es fand ein Wahlgang statt. NLP und Konservative schickten dieses Mal einen NLP-Vertreter ins Rennen. 20.507 Männer waren wahlberechtigt. Die Zahl der abgegebenen gültigen Stimmen betrug 16.066, 33 Stimmen waren ungültig. Die Wahlbeteiligung betrug 78,3 %
| Kandidat        | Partei   | Stimmen | in %   | Anmerkungen |
| --------------- | -------- | ------- | ------ | ----------- |
| Ludwig Quidde   | DVP      | 3289    | 20,5 % | 0           |
| Karl von Schmid | NLP      | 2227    | 14,2 % | 0           |
| Karl Kloß       | S        | 110     | 0,7 %  | 0           |
| Adolf Gröber    | Zentrum  | 10.346  | 64,5 % | 0           |
| 0               | Sonstige | 10      | 0,1 %  | 0           |

### 1898
Es fand ein Wahlgang statt. 20.822 Männer waren wahlberechtigt. Die Zahl der abgegebenen gültigen Stimmen betrug 14.785, 30 Stimmen waren ungültig. Die Wahlbeteiligung betrug 71,0 %
| Kandidat            | Partei   | Stimmen | in %   | Anmerkungen                        |
| ------------------- | -------- | ------- | ------ | ---------------------------------- |
| Friedrich von Payer | DVP      | 1875    | 12,7 % | 0                                  |
| Lang                | NLP      | 2557    | 17,3 % | Geheimer Kommerzienrat, Blaubeuren |
| Leickhardt          | S        | 350     | 2,4 %  | Schreiner, Stuttgart               |
| Adolf Gröber        | Zentrum  | 9942    | 67,4 % | 0                                  |
| 0                   | Sonstige | 31      | 0,2 %  | 0                                  |

### 1903
Es fand ein Wahlgang statt. 21.228 Männer waren wahlberechtigt. Die Zahl der abgegebenen gültigen Stimmen betrug 15.812, 40 Stimmen waren ungültig. Die Wahlbeteiligung betrug 74,5 %
| Kandidat       | Partei   | Stimmen | in %   | Anmerkungen                        |
| -------------- | -------- | ------- | ------ | ---------------------------------- |
| Rudolf Schmid  | BdL      | 788     | 5,0 %  | Gutspächter, Platzhof bei Öhringen |
| Eugen Reihling | DVP      | 1851    | 11,7 % | Wirt, Bernloch                     |
| Lang           | NLP      | 1322    | 8,4 %  | 0                                  |
| Preßmar        | S        | 651     | 4,1 %  | 0                                  |
| Adolf Gröber   | Zentrum  | 11.067  | 70,2 % | 0                                  |
| 0              | Sonstige | 44      | 0,3 %  | 0                                  |

### 1907
Es fand ein Wahlgang statt. 21.826 Männer waren wahlberechtigt. Die Zahl der abgegebenen gültigen Stimmen betrug 18.046, 37 Stimmen waren ungültig. Die Wahlbeteiligung betrug 82,7 %
| Kandidat          | Partei   | Stimmen | in %   | Anmerkungen                |
| ----------------- | -------- | ------- | ------ | -------------------------- |
| Eugen Reihling    | DVP      | 31      | 0,2 %  | 0                          |
| Maier             | NLP      | 5054    | 28,0 % | Privatier, MdL, Schmiechen |
| Friedrich Göhring | S        | 979     | 5,4 %  | 0                          |
| Adolf Gröber      | Zentrum  | 11.901  | 66,1 % | 0                          |
| 0                 | Sonstige | 53      | 0,3 %  | 0                          |

### 1912
Es fand ein Wahlgang statt. 22.196 Männer waren wahlberechtigt. Die Zahl der abgegebenen gültigen Stimmen betrug 19.319, 121 Stimmen waren ungültig. Die Wahlbeteiligung betrug 87,0 %
| Kandidat         | Partei   | Stimmen | in %   | Anmerkungen           |
| ---------------- | -------- | ------- | ------ | --------------------- |
| Christoph Bubeck | FoVP     | 4666    | 24,3 % | Hauptlehrer Wippingen |
| Gottfried Kinkel | S        | 1432    | 7,5 %  | 0                     |
| Adolf Gröber     | Zentrum  | 13.036  | 67,9 % | 0                     |
| 0                | Sonstige | 64      | 0,3 %  | 0                     |